# Get it on (canción de Lisa Scott-Lee)
«Get It On» es el tercer sencillo publicado por la cantante inglesa Lisa Scott-Lee, junto con el grupo de música Dance Intenso Project.

## Sencillo
"Get It On" fue publicado el 22 de noviembre del 2004 vía Ministry Of Sound UK en el Reino Unido e Irlanda, y un día después, en todo el mundo. El sencillo fue un fracaso en el Reino Unido, debutando sólo en el #23; y en Irlanda en el #57. En el resto del mundo, el sencillo tampoco obtuvo muchas ventas, aunque sí mejorando las posiciones para la cantante británica, como el #63 en Francia, el #39 en China o el #10 de Luxemburgo.
De todos modos, rápidamente el sencillo fue descendiendo de puestos, y fue considerado como otro fracaso para la cantante, que debido a esto, fue inmediatamente despedida de Ministry Of Sound, lo mismo que al grupo Intenso Project, en el que además, se disolvieron como grupo musical.

## Canciones
CD 1
1. «Get It On» [Radio Edit]
2. «Get It On» [Original Club Mix]
3. «Get It On» [DJ Bomba & Paulo Remix]

12" Vinilo
1. «Get It On» [Original Club Mix]
2. «Get It On» [DJ Bomba & Paulo Remix]

## Posicionamiento
| Listas (2004)                  | Posición |
| ------------------------------ | -------- |
| UK Top 75 Singles              | 23       |
| UK Dance Charts                | 19       |
| Ireland Singles Charts         | 57       |
| Australian ARIA Singles Charts | 56       |
| Germany Singles Charts         | 60       |
| Austria Top 40 Singles         | 75       |
| France Top 100 Singles         | 63       |
| Israel Singles Chart           | 40       |
| China Singles Charts           | 39       |
| Japan ORICON Singles Charts    | 29       |
| South Africa Top 40 Singles    | 40       |
| Belgium Singles Charts         | 20       |
| The Netherlands Top 50 Singles | 18       |
| Luxemburg Top 20 Hits          | 10       |

- Datos: Q28517121